# 氮杂环壬四烯
氮杂环壬四烯是一种由九个原子组成的不饱和杂环化合物，其中有一个氮原子取代了一个碳原子。许多衍生物已被合成。 据信它具有相当高的芳香稳定性。它和C9H9-是具有芳香性且结构接近平面的最大单环顺式环系统。由于角张力（~20°）和芳香性之间的平衡，平面构象和扭曲构象的能量非常接近，在丙酮溶液中可以观察到两者成为平衡混合物。此外，取代基或附近阳离子的存在可以大幅影响构象。 